# 沉台
沉台（14世纪—1360年，1344年－1360年在位），白帐汗国可汗，他是斡兒答的后裔，阿必散汗的儿子。
沉台的叔叔穆巴拉·火者想脱离钦察汗国独立，钦察汗国大汗迪尼别便将穆巴拉·火者推翻，立沉台为白帐汗国之主。白帐因此内乱数年，同时也被钦察汗国吞并了一些国土。后来钦察汗国衰落，斡兒答弟弟秃花帖木儿的后裔兀鲁斯劝说他争夺钦察汗国君位，他没有答应，但是派遣弟弟斡耳答·洒黑前去萨莱。斡耳答·洒黑的儿子阿木剌后来成为钦察汗国大汗。1360年，沉台死后，经过连年内战。兀鲁斯继承白帐汗国君位。
| 前任： 穆巴拉·火者 | 白帐汗国君主 1344年—1360年 | 繼任： 兀鲁斯 |